# 3090〜愛のうた〜
「3090〜愛のうた〜」（サンゼロキューゼロ・あいのうた）は、日本のソロプロジェクト・LGMonkeesの1作目のシングル。

## 概要
- 初のシングル作品。
- 表題曲はKBCテレビ系『第94回全国高等学校野球選手権大会』のイメージソングに、カップリング曲はアニメ映画『豆富小僧』の挿入歌に起用された[1][2]。

## 収録曲
| 全作曲: HIRO from LGYankees、全編曲: HIRO from LGYankees。 |                                     |           |                     |          |      |
| #                                                          | タイトル                            | 作詞      | 作曲・編曲          | 補編曲   | 時間 |
| 1.                                                         | 「3090〜愛のうた〜」                | 山猿      | HIRO from LGYankees | CHOKKAKU | 4:13 |
| 2.                                                         | 「宝島」                            | 山猿      | HIRO from LGYankees |          | 3:40 |
| 3.                                                         | 「3090〜愛のうた〜 (Instrumental)」 |           | HIRO from LGYankees | CHOKKAKU | 4:12 |
| 合計時間:                                                  | 合計時間:                           | 合計時間: | 合計時間:           | 12:05    |      |

### 解説
1. 3090〜愛のうた〜
未発表曲だった「3090」を、東日本大震災後にボーカル、歌詞、アレンジをリメイクした楽曲。リメイクにあたり初めて12人編成による生のストリングスを取り入れている。この楽曲は山猿が自宅から外出したら、駐車場で子供に自転車を教えてるお父さんを見て、歌詞とメロディが浮かんだという[3]。歌詞は亡くなった父を始めとする家族や故郷への想いを歌っており、タイトルは山猿の実子の出世体重から採られている。
2. 宝島
3. 3090〜愛のうた〜 (Instrumental)
表題曲のインストゥルメンタルバージョン。

## 参加ミュージシャン
- LGMonkees：Vocal (#1,2)

Support Musician
- CHOKKAKU：Instrument (#1,3)
- 弦一徹ストリングス：Strings (#1,3)
- 堀崎翔：Guitar (#2)

## タイアップ
- KBCテレビ系スポーツ中継『第94回全国高等学校野球選手権大会』イメージソング  (#1)
- ワーナー ブラザース ジャパン配給アニメ映画『豆富小僧』挿入歌 (#2)

## 収録アルバム
- あいことば (#1,#1 Piano Version)
- あいことば2 (#1 Orchestra Version)
- 風 (#1 Love Mix Version)
- 超あいことば -THE BEST- (#1,2)
- A GIRL↑↑2 mixed by DJ和 (#1)
- 確かに本気の恋だった (#1)
- 確かにあの涙は恋だった。 (#1)
- 確かにあの瞬間は恋だった。 (#1)